# Вежбиці-Струпкі
Вежбиці-Струпкі (пол. Wierzbice-Strupki) — село в Польщі, у гміні Яблонна-Ляцька Соколовського повіту Мазовецького воєводства.
Населення — 134 особи (2011).
У 1975-1998 роках село належало до Седлецького воєводства.

## Демографія
Демографічна структура станом на 31 березня 2011 року:
|          | Загалом | Допрацездатний вік | Працездатний вік | Постпрацездатний вік |
| -------- | ------- | ------------------ | ---------------- | -------------------- |
| Чоловіки | 71      | 16                 | 41               | 14                   |
| Жінки    | 63      | 9                  | 33               | 21                   |
| Разом    | 134     | 25                 | 74               | 35                   |